# Odontomyia polycedes
Odontomyia polycedes är en tvåvingeart som först beskrevs av Speiser 1910.  Odontomyia polycedes ingår i släktet Odontomyia och familjen vapenflugor.
Artens utbredningsområde är Tanzania. Inga underarter finns listade i Catalogue of Life.